# 伊藤正臣
伊藤 正臣（いとう まさおみ）は、日本の漫画家。名古屋造形芸術大学卒業。代表作は『片隅乙女ワンスモア』、『マグネット島通信』など。

## 来歴

### 学生時代からデビューまで
小学生のころから遊びで漫画を描いたり、落書きをしていた。高校時代は進学校に入学したが、授業についていけず、勉強に対して辛い、大嫌いといった感情を抱いていた。そのため進路に悩んでいたが、美術部の顧問に芸術系の大学に進学することを提案される。実技に自信があったため、名古屋造形芸術大学のデザイン学科1類を受験し、進学。在学中は「設計のイメージイラストを描く仕事」と彫刻家のヌードモデルのアルバイトを経験する。
大学4年の時に就職をしたくないと考えた伊藤は、漫画家を本気で目指そうと考え、原稿に執筆。作品を『週刊少年チャンピオン』（秋田書店）に持ち込む。2005年、第65回少年チャンピオン新人漫画賞（2005年下半期）にて、『注文の多い会議室』で奨励賞を受賞。この小さな賞を受賞したことが漫画家の始まりであった。大学を卒業後にフリーターとなり、日本語教師、翻訳、添乗員などの職業に就く。しかし迷いながらも漫画家になる夢を諦められずにいた伊藤は、漫画の制作を継続。2007年、28歳のときに『週刊少年チャンピオン』にて『伝説の男マネさるたひこっ！』でデビューを果たす。デビュー後は「マンガだけを描いて食べていけて」いるという。

### 雑誌連載開始
2009年、『週刊少年チャンピオン』にて『ツギハギ生徒会』を連載開始。2014年、『月刊バーズ』（幻冬舎コミックス）にて、女子高生の青春を描いたSFストーリー『片隅乙女ワンスモア』を連載開始。
2015年、『ミラクルジャンプ』（集英社）9月号から、高校の奇術部を舞台に描かれた「学園ラブコメディ」の『タネも仕掛けもないラブストーリー』の連載を開始。2016年、『ヤングアニマル』（白泉社）10号から水族館を舞台とした『人魚姫の水族館』の連載を開始。

### 2010年代後半ごろから
2017年、漫画アプリ『MANGA ZERO』の月刊ジヘンレーベルにて、『マグネット島通信』を2017年9月から2019年4月まで連載。2018年、アプリXOYで7月2日から『恋とマコトと浅葱色』を連載開始。『LINEマンガ』に移籍後、2020年1月連載終了。2020年、『明日の恋と空模様』を5月1日より『ふらっとヒーローズ』で連載開始。

## 人物

### 漫画制作
漫画制作において意識していることは「手癖で描かないようにすること」であるといい、「何も見ないで描いたものと実物を観察して描いたものでは、やはり雲泥の差がある」と伊藤は考えている。「セリフ回し、コマ割り、構図、演出など」も「必ず一呼吸置いてから考え、パっと出たものよりも良いもの」を意識し、心がけられている。原稿中はスカイプで漫画家の友人やアシスタントと会話を行いながら、作業をしている。

## 作品リスト

### 連載
- ツギハギ生徒会（『週刊少年チャンピオン』2009年1号[7] - 2010年30号、既刊1巻）
- アクアシ（『週刊少年チャンピオン』2011年45号[8] - 48号[9]） - 集中連載[8]
- 片隅乙女ワンスモア（『月刊バーズ』、2014年3月号[2] - 2015年5月号、連載休止中）
- タネも仕掛けもないラブストーリー（『ミラクルジャンプ』2015年9月号[3] - 2017年3月号、全3巻）
- 人魚姫の水族館（『ヤングアニマル』2016年10号[4] - 2017年7号[10]、全2巻）
- マグネット島通信（『月刊ジヘン』[5]2017年6月 - 、全3巻）
- 恋とマコトと浅葱色（『アプリXOY』→『LINEマンガ』[11]、全3巻）
- 明日の恋と空模様（『WEBヒーローズ』→『コミプレ』内「ふらっとヒーローズ」2020年5月1日[6] - 2021年2月5日[12]、全2巻）
- ふたりでおかしな休日を（『コミプレ』内「ふらっとヒーローズ」[13]2021年7月16日[14] - 2023年11月3日[15]、全5巻）

### 読み切り
- 伝説の男マネさるたひこっ！（『週刊少年チャンピオン』2007年18号）
- 恋愛成就ツアーらぶのり（『週刊少年チャンピオン』2008年『元祖！浦安鉄筋家族ウィンター増刊』掲載）
- 東京HocusPocus（『週刊少年チャンピオン』2008年26号[16] - 27号[17]） - 前後編
- ナムプラーの台所（『月刊バーズ』2013年8月号）
- 雨傘（『月刊バーズ』2013年10月号）

### その他
- 小路啓之『10歳かあさん』（2017年3月17日発売[18]） - 追悼特別寄稿[18]